# Китаро
Кита́рo (яп. 喜多郎 Китаро:, 4 февраля 1953), настоящее имя Масанори Такахаси (яп. 高橋正則 Такахаси Масанори) — японский композитор, музыкант-мультиинструменталист, лауреат премии Грэмми 2000 года за лучший альбом в жанре нью-эйдж.

## Биография
Настоящее имя — Такахаси Масанори. Имя Китаро получил от своих школьных друзей в честь героя японского мультфильма.
Родился 4 февраля 1953 года в городе Тоёхаси. Его родители были крестьянами.
Живя на ферме, в окружении природы среди свято почитающих традиции и национальную культуру людей, он избрал то, что подсказывало ему сердце, а может и сам дух Страны Восходящего Солнца. В то время в Японии царило повальное увлечение западной культурой. В школах и ВУЗах играли рок и блюз, и юный Масанори не был исключением: будучи школьником и затем студентом, он увлекся ритм-энд-блюзом. В детстве его кумиром был Отис Реддинг. Глядя на него, Kitaro научился играть на электрогитаре, и вместе со своими друзьями организовал группу «Albatross».
В начале 1970-х, после окончания школы, Китаро постепенно перешёл на клавишные инструменты.
Не имея музыкального образования, Китаро учился музыке самостоятельно. Став лидером группы Far East Family Band, он в полной мере брал ответственность за друзей. Известен случай, когда перед концертом барабанщик получил травму и Китаро, жертва обстоятельств, занял его место. Как у него получилось играть на новом для него инструменте, остаётся загадкой.
Окончил Высшую Коммерческую школу в Тоёхаси (Toyohashi Commercial High School), после чего переехал в Токио, где начал свою сольную музыкальную карьеру, перейдя с электрогитары на синтезатор.
В 1972 году, во время поездки в Германию, Китаро познакомился с Клаусом Шульце, известным немецким музыкантом, который помог Китаро освоить игру на синтезаторе. И это стало для Kitaro откровением, позволившим реализовать скрытые возможности на стыке музыки Востока и Запада, а также создавать новое на базе традиционного. Китаро начал экспериментировать со звуками. «С помощью синтезатора я могу создать океан, зимний берег, летний пляж» — говорил он. Осенью 1975 Шульце посетил группу в Токио и помог им в студийной работе.
В 1976 году Китаро ушёл из «Far East Family Band» и начал сольную карьеру. Он посетил Лаос, Таиланд, Китай, Индию и некоторые другие азиатские страны и, наконец, вернулся в Японию, где открыл для себя новую музыку. «Мой собственный мир кончился. Я осознал, что не отличаюсь от нищего на улице Калькутты» — говорил он.
Распад группы не повлиял на всепоглощающую страсть Китаро к музыке. Напротив, роль организатора в группе дала толчок к развитию новых талантов: он становится композитором. Он творит, по-прежнему не имея даже начального музыкального образования, и, тем более, не зная правил построения музыкальных композиций.
В 1983 году Китаро женился на Юки (Yuki). Отец Юки был членом японской мафии. Kitaro часто осуждали за это, на что он отвечал: «Её отец член мафии, но не она. А я только музыкант». Однако вскоре они развелись. В своем интервью он говорил: «Нет никаких особых причин нашего развода: просто я имею хорошую работу в Америке, а Юки не хочет бросать работу в Японии. Мы остаёмся друзьями до сих пор». 

Его вторая жена — Кэйко (Keiko, в июле 1998 на Тайване она играла вместе с Китаро на клавишных). Сейчас у них двое детей.
В 1989 году Китаро перебрался из Японии в США, где создал музыкальную студию «Mochi House» в городе Вард (штат Колорадо).
В 1993 году Китаро, при участии Randy Miller’а, написал музыку к кинофильму «Небо и Земля», а в 1997, к кинофильму «Сестры Сун» («The Soong Sisters»). И за «Небо и Земля» он получил награду «Золотой глобус» за самую оригинальную музыку к кинофильму. За музыку к «Сестры Сун» получил награду Golden Horse на Гонконгском международном кинофестивале на Тайване.
Китаро не имеет никакого музыкального образования — он просто не знает нот. Он записывает музыку своим собственным способом. Помимо клавишных, Китаро играет на многих инструментах, таких как гитара, флейта, барабаны Taiko и др. Китаро является и композитором, и исполнителем, и режиссёром. Иногда он сам занимается световым оформлением концертов и аранжировкой альбомов. 

Кроме того, Китаро — фотограф: он создал целую фирму в штате Колорадо и, например, обложка альбома «Gaia», это фотография вида из его дома.
В 1980-х годах Китаро работал ещё и профессиональным пиротехником.
Несмотря на то, что Китаро стал мировой знаменитостью, он остался скромным человеком: «Меня вдохновляет природа. Я только вестник» — говорит он, «одни мои мелодии это облака, другие — вода». Kitaro продолжает чтить японские традиции. В дань уважения к матери-природе, он участвует в специальных концертах — церемониях полнолуния. Эти концерты проводятся ежегодно в конце августа в Mount Fuji, недалеко от его фирмы в штате Колорадо. Церемония длится всю ночь, около 11 часов. Все это время Китаро, стоя на коленях, непрерывно играет на барабанах Taiko. Обычно он стирает руки до крови, но продолжает играть. Альбом «Gaia — Onbashira» также дань матушке Земле.
Китаро много лет так и жил с Кейко около Boulder в штате Колорадо, где в своей студии «Mochi House» (способной разместить оркестр из 70-ти исполнителей) работал над новой музыкой. Кстати в 2006 году вышел совместный с Keiko альбом Spiritual Garden. Но в 2007 году они переехали в Себастопол, маленький город в северной Калифорнии. Его студия в Ward все ещё существует и может сдаваться внаём.
Китаро говорит: «Я счастлив, что моя музыка вызывает у людей приятные чувства. Я знаю, что музыка может изменить человека, и это мое стремление».
Китаро говорит: «Я черпаю вдохновение из самых различных источников. В некотором роде я изолировал себя от современной массовой культуры — у меня нет ни телевизора, ни радио, я не читаю газет… Бывая в городе, я люблю пройтись по очень людной улице и понаблюдать за толпой, прислушаться к ней. Но через три-четыре дня я чувствую, что нужно уезжать оттуда в горы, на побережье, куда-нибудь. Там я впитываю в себя самые разные звуки — ветра, замерзающей воды… Иногда, если долго вслушиваться в бульканье падающих водяных капель, можно уловить совершенно особые, низкочастотные колебания»…
«Моя задача — передать энергию музыки из космоса через мое тело и донести её до слушателя. Я пытаюсь установить связь со всеми слушателями: и молодыми, и старыми, но не со всеми это происходит сразу, и, конечно, я это чувствую. Иногда на концерте сидит три или четыре поколения людей, и со всеми бывает контакт. Это просто здорово», — говорит Китаро.

## Музыкальная карьера
Первый альбом Китаро вышел в 1978 году. Он назывался «Ten Kai». По словам фанатов, является культовым. Здесь Китаро впервые смешал американские, европейские и восточные музыкальные культуры, доказав, что Восток и Запад могут «звучать» вместе. Это была музыка, написанная по заказу японской вещательной корпорации NHK, для многосерийного документального телефильма «Silk Road» («Шелковый путь»). Эта «живая», медитативная музыка, состоящая из простых и медленных мелодий, принесла ему национальную и международную известность. Китаро сочинял её, живя в маленькой деревне округа Нагано (центральная Япония), вдалеке от цивилизации и суеты, что и отразилось в музыке.
В 1979 году Китаро выпустил второй альбом — «From the Full Moon Story» («История Полнолуния»). Первые два альбома стали культовыми среди фанатов зарождающегося тогда движения New Age («Новый век»). Сам Китаро называет свою музыку духовной. «Чувство — самый важный элемент в моей музыке» — говорит он.
В 1985 году Китаро подписал контракт с Geffen Records. Его альбомы стали распространяться на американском рынке. В 1987 году, совместно с Mickey Hart’ом, Китаро выпустил альбом — «The Light Of The Spirit» («Свет Духа»), из которого трек The Field наконец номинировался на Grammy. Продажи его альбомов выросли до 10 миллионов в год.
В 1993 году, с участием Randy Miller’а, Китаро написал музыку к кинофильму «Небо и Земля», а в 1997, к кинофильму «The Soong Sisters» («Сестры Сун»). Он получил награду Премия «Золотой глобус» за лучшую музыку к фильму «Небо и Земля». Получил награду Golden Horse на Тайване на Гонконгском международном кинофестивале за самую оригинальную музыку к кинофильму «The Soong sisters».
Китаро множество раз номинировался на награды Grammy, и наконец получил её в 2001 году, за альбом «Thinking of you» выпущенный в 1999 году.
Музыку Китаро можно было встретить во многих заставках телепередач в СССР например в передаче "Клуб путешественников".

## Дискография
- 1978 — Ten Kai /Astral Voyage /Astral Voyager/Astral Trip
- 1979 — Full Moon Story/Daichi
- 1979 — Oasis
- 1980 — Silk Road
- 1980 — Silk Road II
- 1980 — In Person Digital
- 1980 — Silk Road Suite
- 1981 — Silk Road III: Tunhuang
- 1981 — Best of Kitaro vol 1
- 1981 — World of Kitaro
- 1981 — Ki
- 1981 — Tunhuang
- 1982 — Millennia (саундтрек к мультфильму Queen Millennia)
- 1983 — Silk Road IV: Tenjiku/India
- 1984 — Silver Cloud/Cloud
- 1984 — Live in Asia/Asia Super Tour Live/Asia
- 1986 — Toward the West
- 1986 — Tenku
- 1987 — The Light of the Spirit
- 1988 — Ten Years/Best of Ten Years
- 1990 — Kojiki
- 1991 — Live in America
- 1992 — Lady of Dreams
- 1992 — Dream
- 1993 — Heaven & Earth
- 1994 — Mandala
- 1995 — An Enchanted Evening — Live
- 1996 — Peace On Earth
- 1997 — The Best of Ten Years (1976—1986)
- 1997 — Cirque Ingenieux
- 1998 — Gaia-Onbashira
- 1999 — Best of Kitaro vol 2
- 1999 — Thinking of You
- 2000 — The Soong Sisters
- 2000 — The Essential Collection (Japan-only)
- 2001 — Ancient (Древние)
- 2002 — An Ancient Journey (Старинное путешествие)
- 2002 — Daylight, Moonlight in Yakushiji — Live
- 2003 — Best of Silk Road
- 2003 — Sacred Journey of Ku-Kai (Священное путешествие Ку-Кая)
- 2004 — Shikoku 88 Places
- 2005 — Sacred Journey of Ku-Kai Volume 2
- 2006 — Spiritual Garden (Спиритический сад)
- 2007 — Sacred Journey of Ku-Kai Volume 3
- 2008 — Toyo’s Camera
- 2009 — Impressions of The West Lake
- 2010 — Sacred Journey of Ku-Kai Volume 4
- 2010 — Live with Honor, Die with Dignity (Живи с гордостью, умри с достоинством)
- 2013 — Tamayura
- 2013 — Final Call (Последний зов)
- 2014 — Symphony Live in Istanbul (Симфония. Концерт в Стамбуле)
- 2016 — Asian Cafe (Азиатское кафе)
- 2016 — Modulations 1979—1992 (Модуляции 1979—1992)
- 2016 — Tenku (Remastered) (Райское небо), ремастер
- 2017 — Sacred Journey of Ku-Kai, Volume 5